# Комино (остров)
Комино (англ. Comino, мальт. Kemmuna) — маленький остров в Средиземном море, входящий в Мальтийский архипелаг. Остров расположен между островами Мальта и Гоцо. Площадь острова составляет 3,5 км². Административно входит в муниципалитет Айнсилем (Гоцо). По состоянию на 2017 год население острова составляет 3 человека.

## История
Название острова происходит от семян тмина, который широко распространён на Мальте.
Во времена римского правления на Комино проживали крестьяне, но в течение длительных периодов времени остров был слабо заселён или вообще необитаем.
Побережье острова изрезано известняковыми утесами и усеяно глубокими пещерами, которые в Средние века были очень популярны среди пиратов и контрабандистов. Позже Мальтийские рыцари использовали этот остров для охоты и отдыха.
С 1285 года Комино был домом еврейского мыслителя и кабаллиста Авраама Абулафия. Здесь он написал Sefer ha-Ot («Книга Знака») и Imre Shefer («Слова Красоты») — его учебник по медитации.
В XVI-м и XVII-м веках Комино служил местом ссылки для рыцарей. Некоторые рыцари, осуждённые за нетяжкие преступления, отправлялись для комплектования гарнизона башни св. Марии.
Сегодня остров является птичьим заповедником.

## Достопримечательности

### Голубая лагуна
Между Комино и маленьким близлежащим островком Коминотто располагается Голубая лагуна (мальт. Bejn il-Kmiemen) с прозрачной голубой водой. Эта живописная бухта с белым песком на дне и большим количеством морских обитателей постоянно притягивает большое количество туристов.
Также на острове расположены популярные пляжи в бухте св. Марии (мальт. Ramla ta' Santa Marija) и бухте св. Николая (мальт. Bajja San Niklaw).

### Башня Святой Марии
Башня Св. Марии (мальт. it-Torri ta' Santa Marija) является наиболее видным строением на острове. Башня была построена рыцарями Мальтийского ордена в 1618 году. Она являлась звеном в цепи защитных башен по всему побережью Мальты. Башня — большое квадратное сооружение с четырьмя угловыми бойницами, расположена на высоте 80 метров над уровнем моря. С 1982 года башня является собственностью вооружённых сил Мальты. Сегодня она используется как пост для борьбы с браконьерами.

### Другие постройки
Крошечная Римско-католическая часовня в честь Возвращения Святого Семейства из Египта стоит над бухтой св. Марии. Построенная в 1618 году, а после расширенная в 1667 году и ещё раз в 1716 году часовня изначально была посвящена Благовещению. Самое первое из известных упоминание о часовне можно найти на навигационных картах того периода, хранящихся в британском Национальном Морском музее в Гринвиче. Мессы проводятся в часовне каждую неделю вечером субботы и утром воскресенья.
Батарея св. Марии построена на острове в 1716 году одновременно со всеми прибрежными фортификациями на побережье Мальты. Это полукруглое сооружение с амбразурами, направленными в сторону моря, предназначено изначально для четырёх 6-фунтовых пушек. На данный момент в форте неплохо сохранились две железные 24-фунтовые пушки. В 1996 году укрепления были отреставрированы силами организации Сохранения Мальтийского наследия. В одно время с Батареей в северной части острова был построен Редут св. Марии, но позже снесён. Помимо этого, рыцарями были возведены казармы, использовавшиеся в начале XX века в качестве больничного изолятора.
Отель Комино, построенный в 1960 году, расположен над бухтой св. Николая.

## В кино
Остров Комино неоднократно использовался в качестве площадки для съёмки фильмов. Здесь велись съёмки фильмов «Троя» и «Унесённые». В фильме «Граф Монте-Кристо» в качестве замка Иф использовалась башня св. Марии, расположенная на острове.